# Laurent Tobel
 (janvier 2024).
- Si vous ne connaissez pas le sujet, laissez ce bandeau (vous pouvez alors contacter les auteurs).
- Si vous supprimez le contenu mis en cause (vous pouvez préalablement contacter les auteurs),

argumentez précisément cette suppression dans la page de discussion
(un manque de référence n'est pas un argument ; une recherche réelle de référence doit avoir été effectuée, être formellement documentée).
 (août 2024).
Si vous disposez d'ouvrages ou d'articles de référence ou si vous connaissez des sites web de qualité traitant du thème abordé ici, merci de compléter l'article en donnant les références utiles à sa vérifiabilité et en les liant à la section « Notes et références ».
Laurent Tobel (né le 24 juin 1975 à Savigny-sur-Orge, en Île-de-France) est un patineur artistique français qui a été champion de France 1999.

## Biographie

### Carrière sportive

#### Enfance
Laurent Tobel a toujours été très atypique dans le milieu du patinage artistique. D'abord par sa taille, il mesure 1,89 m. Ensuite par ses chorégraphies souvent tournées vers la comédie, s'inspirant du cirque ou du mime. Il commence à patiner à l'âge de trois ans  à la patinoire de Viry chatillon dans l'Essonne grâce à la passion de son grand-père Henri Rohrbasser d'origine suisse (Neuchâtel) pour le patinage artistique. Laurent suit alors les traces de sa sœur aînée Sandrine Tobel, et commence rapidement les compétitions aux côtés de son premier entraineur Pierre Trente. En 1981, Laurent quitte le club de Viry chatillon pour rejoindre le club des Français Volants de Paris sous la direction de Gilles Beyer. En 1982, il devient vice champion de France Minime dans la patinoire de Colombes derrière Cedric Avot. En 1984 et 1985, il devient deux fois consécutivement champion de France novice, et en 1987 alors qu'il n'a que douze ans, il réussit à se qualifier pour les championnats du monde junior à Brisbane et y prend une honorable 12e place. Il s'annonce ainsi comme un des espoirs du patinage français. Il passe déjà les triples sauts et devient deux fois à la suite vice-champion de France junior derrière Philippe Candeloro en 1988 et en 1989. Et puis l'année suivante, il va connaître une croissance incroyable puisqu'il va prendre vingt centimètres en un an ! "Sur le moment, je me suis demandé s'il ne valait pas mieux passer au hockey ou au bien au football" dira-t-il. Si cette grande taille est un avantage au basket-ball, il est un très net désavantage en patinage artistique. Pendant quatre ans (de 1989 à 1992), il va rencontrer plusieurs blessures et blocages successifs. En 1992 et 10 années après son arrivée aux Français Volants de Paris, Laurent rejoint le club de Champigny sur Marne, Entraîné par son premier entraineur Pierre Trente à la patinoire de Champigny-sur-Marne, il ne revient à la compétition que pour ses premiers championnats de France élite, à Grenoble, pour l'édition de 1993.

#### Saison 1995 / 1996
Laurent poursuit son parcours dans le club de Champigny sur Marne au côté de Pierre Trente, de son préparateur physique Mustafa Aakik, et de son nouveau chorégraphe Allen Schramm qui le porte, dans un premier temps, à l'acceptation de ses talents de comédiens et de comiques et dans un second temps à la création d'un nouveau programme court sur la musique de Art of Noise Kiss et d'un nouveau programme libre sur la musique du Le dernier des Mohicans. Après avoir remporté la médaille de Bronze lors de la compétition internationale d'Ostrava Slovaquie, Laurent prend une surprenante deuxième place lors du programme court des championnats de France d'Albertville derrière Philipe Candeloro. un programme libre avec quelques accrochages le porte à prendre finalement la cinquième place. En février 1996, Laurent remporte sa première compétition internationales après de longues années d'attente dans la ville de Pyongyang en Corée du Nord.

#### Saison 1996/1997
C'est pendant la saison 1996/1997 que Laurent Tobel se révèle enfin au grand public. Il commence sa saison en septembre dans la ville de Vasby Suède où il remportera le Salchow Trophy. Quelques jours après ce nouveau succès, il est envoyé au Canada pour participer à sa première compétition Outre Atlantique dans la ville d'Edmonton Canada. Cette compétition, malgré une performance moyenne, restera très importante dans sa carrière. Laurent patine alors pour la première fois au Canada sur la musique de la Panthère Rose et reçoit de la part du public local une surprenante ovation debout. Tom Collins, directeur de la célèbre tournée Champions on Ice le découvre et l'invite à participer à une partie (10 spectacles) de sa prochaine tournée aux États-Unis. Il participe aussi pour la première fois au Trophée de France en novembre 1996 et se classe 6e. Ce résultat encourageant va être suivi par une autre performance de Laurent lorsqu'il participe aux championnats de France 1997 qui se déroulent à Amiens en décembre 1996. Il va monter pour la première fois sur le podium national en obtenant la médaille de bronze derrière Philippe Candeloro le grand champion français de l'époque et Thierry Cérez son nouveau dauphin. Laurent commence alors sa collaboration avec Annick Dumont. Le mauvais résultat de Thierry Cérez qui se place 19e des championnats d'Europe de janvier 1997 à Paris lui permet d'être sélectionné pour la première fois à un grand championnat international par la FFSG (Fédération française des sports de glace) : les championnats du monde de patinage artistique 1997 à Lausanne. Il réussit à se classer 13e mondial après avoir patiné son programme long sur la bande originale du film La Panthère rose chorégraphié par Allen Schramm. Le programme sera suivi d'une ovation debout du public suisse. Laurent Tobel a marqué son empreinte sur le patinage mondial dès sa première participation!  Au terme de la saison, Laurent participe à sa première tournée Champions on Ice.

#### Saison 1997/1998
Laurent Tobel participe à la Coupe de Russie en novembre 1997 et se classe 6e comme lors du Trophée Lalique de l'année passée. En décembre, il va progresser dans la hiérarchie française en devenant vice-champion de France 1998 à Besançon, suite il est vrai à l'abandon de Philippe Candeloro qui est grippé et qui ne peut pas patiner son programme libre. De plus cette place ne lui permet pas de participer aux championnats d'Europe de janvier 1998 à Milan, les deux places disponibles étant réservées à Philippe Candeloro et au nouveau champion de France Thierry Cérez. Il ne peut pas non plus participer aux jeux olympiques d'hiver de février 1998 à Nagano, la seule place disponible pour les patineurs masculins français étant réservée à Philippe Candeloro. Ce dernier étant passé professionnel après les jeux, la fédération demande à Laurent Tobel de représenter la France aux championnats du monde de mars 1998 à Minneapolis. Ce sont ces seconds mondiaux seniors. Il y prend la 16e places, soit un recul de trois positions par rapport à l'année passée. Malgré une performance moyenne aux championnats du monde, Laurent est invité pour l'intégralité de la tournée Champions on Ice soit un total de 70 spectacles dans 56 villes des États-Unis.

#### Saison 1998-1999
Laurent participe à deux épreuves du Grand-Prix. Tout d'abord il se classe 6e du Skate America en octobre, puis 5e du Trophée Lalique en novembre. En décembre 1998, il atteint la consécration nationale en devenant champion de France 1999 à Lyon. Cette position va lui ouvrir pour la première fois les portes des championnats d'Europe de janvier 1999 à Prague. Il réussit à se classer 5e européen, la plus belle performance internationale de Laurent. En mars, il participe aux championnats du monde à Helsinki et réalise sa meilleure performance mondiale en se classant dans le top 10 à la 8e place et reçoit de nouveau une ovation debout De très loin, la saison 1999-2000 fut la meilleure pour Laurent Tobel, et il commence à rêver des futurs jeux olympiques de février 2002 prévus à Salt Lake City. Au terme de la saison, Laurent prend part à la tournée fédérale puis rejoint la tournée Champions on Ice.

#### Saison 1999-2000
La collaboration avec son préparateur physique Mustapha Aakik et avec son chorégraphe Allen Schramm touche à sa fin. Alexandre Jouline devient le nouveau chorégraphe de Laurent et ils créent ensemble le programme libre sur le thème d'Austin Powers. Malgré un début de saison chaotique et ennuyé par une entorse à la cheville lors de la première compétition de la saison (Finlandia Trophy), Laurent se classe 6e du Skate Canada et réussit même à être au pied du podium du Trophée Lalique. Mais les réussites vont s'arrêter là. En effet, Laurent va rater complètement ses championnats de France 2000 à Courchevel où il ne se place que 5e et sa relation avec ses entraineurs se dégradent de façon irrévocable. Cette place lui ferme les portes des grands championnats internationaux de la saison. Il décide de mettre alors fin à sa carrière sportive et de rejoindre son ex chorégraphe Allen Schramm dans le célèbre Club du "Detroit Skating Club" afin d'apprendre le métier de patineur professionnel. Quelques mois après son arrivée aux États-Unis, Laurent, encouragé par son nouvel entraineur, décide de concourir la saison suivante.

#### Saison 2000-2001
Après un début de saison contrarié par une douleur au genou, Il est envoyé par la Fédération Française des Sports de Glace au Trophée NHK au Japon fin novembre 2000, où il va se classer 12e et dernier. À son retour du Japon, il part directement aux championnats de France où il n'obtient que la 5e place à Briançon, comme la saison précédente, et décide de quitter définitivement le patinage amateur en janvier 2001 pour devenir professionnel renonçant ainsi à son rêve olympique.

### Reconversion
Devenu professionnel dès janvier 2001, Laurent veut divertir le public et décide de participer à des galas de patinage artistique. Il est un formidable showman lors de ses galas, privilégiant les exhibitions comiques, sa marque de fabrique.
De 2001 à 2006, Laurent participe à différentes tournées internationales mettant en verve de nouvelles performances toujours plus appréciées du public. Après la "Panthère Rose", "Austin Powers", et "Rencontre du troisième type" et "La Ballerina", Laurent crée divers programmes tels que "Carmen", "Le General", "Le Bébé", "Le Toréador", "Le Fakir", "Gym Tonic" qui le porteront en 2006 à remporter la médaille d'argent aux Championnats du Monde "Extreme" dans la catégorie comédie qui a lieu dans la ville russe de St Petersbourgh, après avoir obtenu le plus haut score technique et artistique lors de sa performance sur le thème de "La Carmen", Laurent perd ce titre tant espéré au vote du public laissant le titre au patineur comique canadien Jason Graetz.
Du 21 avril au 3 juin 2006, il participe à l'émission de télévision "Notti sul ghiacco" diffusé sur la télévision publique italienne Rai Uno. Douze paires de patineurs formées par des célébrités et des patineurs professionnels se défient dans une compétition de patinage sur glace. Laurent Tobel est chargé d'enseigner le patinage à Edelfa Chiara Masciotta (Miss Italie 2005). Ensemble ils atteignent la finale, mais devront laisser la victoire au couple formé par Silvia Fontana et Massimiliano Ossini (présentateur à la télévision italienne).
À la fin de l'année 2006, il commence sa carrière de producteur de spectacles de patinage sur glace dans la ville de Villars sur Ollon. En mars 2006, Laurent est invité par le tout nouveau champion olympique Evgeni Plushenko à prendre part à sa tournée olympique Golden Ice Stradivarius, tournée qui durera trois mois parcourant la Russie, la Biélorussie, l'Estonie, la Lituanie, l'Allemagne, la République tchèque et la Slovaquie.
En 2007, Il est invité par la championne olympique 2006, Shizuka Arakawa à participer à ses spectacles Dreams on Ice.

### Laurent Tobel Entertainment
En 2008, Laurent crée sa propre société de spectacle de patinage artistique et de management d'athlète: La Laurent Tobel Entertainment SA. Il porte son expérience et son savoir-faire aux villes et clubs italiens et prend sous son aile le jeune champion transalpins Samuel Contesti en tant que Manager.
En 2010, Laurent crée son premier format de spectacle s'intitulant Music on Ice, un concept de spectacle qui rentre parfaitement dans ses cordes. Il organise et produit ses propres événements.
Music on Ice est un spectacle mettant en scène les meilleurs patineurs mondiaux dans un contexte tragicomique laissant libre cours à sa créativité et à son imagination.
En 2011, Laurent devient l'agent du couple français Champion d'Europe de danse sur glace Nathalie Péchalat et Fabian Bourzat.
En 2013, après le succès de son spectacle Music on Ice à Bellinzone (à quelques kilomètres du siège de sa société tessinoise), il produit son spectacle pour la première à Genève.
Il vit actuellement en Italie, dans la ville de Varèse en Lombardie, près de Milan. Il partage son temps entre le développement de sa société, le management d'athlètes et sa famille. En effet, il est devenu père en 2002 et a aujourd'hui deux enfants.

## Palmarès
| Compétition                   | 1988    | 1989    | 1990    | 1991    | 1992    | 1993    | 1994    | 1995    | 1996    | 1997    | 1998    | 1999    | 2000    | 2001    |
| Jeux olympiques d'hiver       |         |         |         |         |         |         |         |         |         |         |         |         |         |         |
| Championnats du monde         |         |         |         |         |         |         |         |         |         | 13e     | 16e     | 8e      |         |         |
| Championnats d’Europe         |         |         |         |         |         |         |         |         |         |         |         | 5e      |         |         |
| Championnats de France        |         |         |         | 13e     |         | 10e     | F       | 8e      | 5e      | 3e      | 2e      | 1er     | 5e      | 5e      |
| Championnats du monde juniors | 12e     |         |         |         |         |         |         |         |         |         |         |         |         |         |
|                               |         |         |         |         |         |         |         |         |         |         |         |         |         |         |
| Grand Prix ISU                | 1987/88 | 1988/89 | 1989/90 | 1990/91 | 1991/92 | 1992/93 | 1993/94 | 1994/95 | 1995/96 | 1996/97 | 1997/98 | 1998/99 | 1999/00 | 2000/01 |
| Skate America                 |         |         |         |         |         |         |         |         |         |         |         | 6e      |         |         |
| Skate Canada                  |         |         |         |         |         |         |         |         |         |         | 5e      |         | 6e      |         |
| Coupe de Russie               |         |         |         |         |         |         |         |         |         |         | 6e      |         |         |         |
| Trophée de France             |         |         |         |         |         |         |         |         |         | 6e      |         | 5e      | 4e      |         |
| Trophée NHK                   |         |         |         |         |         |         |         |         |         |         |         |         |         | 12e     |
| Légende : F = Forfait         |         |         |         |         |         |         |         |         |         |         |         |         |         |         |

## Liens et Sources
- Le livre d'or du patinage, d'Alain Billouin, édition Solar, 1999

- (en) Site officiel Music on Ice